# Đế quốc Haiti (1849–1859)
Đế quốc Haiti thứ hai, chính thức được gọi là Đế quốc Haiti (Pháp: Empire d'Haïti, Haiti: Anpi an Ayiti), là một quốc gia đã tồn tại từ năm 1849 tới năm 1859. Quốc gia này do Tổng thống vốn là cựu nô lệ Faustin Soulouque thành lập, lấy cảm hứng từ Hoàng đế Napoléon I, đã tự xưng đế lấy hiệu là Faustin I của Haiti vào ngày 26 tháng 8 năm 1849 tại Nhà thờ chính tòa ở Port-au-Prince. Cuộc xâm lược bất thành của Faustin trong nỗ lực chiếm lại Cộng hòa Dominica (vào các năm 1849, 1850, 1855 và 1856), vốn đã tách ra khỏi Haiti vào năm 1844, làm suy yếu quyền kiểm soát của Hoàng đế trên toàn quốc.
Năm 1858 một cuộc cách mạng bắt đầu bùng nổ, dưới sự lãnh đạo của Tướng Fabre Geffrard, Công tước Tabara. Trong tháng 12 năm đó, Geffrard đánh bại quân đội hoàng gia và nắm quyền kiểm soát cả nước. Kết quả là, Hoàng đế đành phải thoái vị vào ngày 15 tháng 1 năm 1859. Từ chối sự trợ giúp của tòa công sứ Pháp, Faustin chấp nhận việc lưu đày ra nước ngoài trên một tàu chiến của Anh vào ngày 22 tháng 1 năm 1859. Tướng Geffrard kế nhiệm ông lên làm Tổng thống. Ngay sau đó, Cựu hoàng và cả nhà ông chuyển đến sống tại Kingston, Jamaica, nơi họ vẫn còn ở trong nhiều năm. Được phép trở về Haiti, Faustin đã qua đời ở Petit-Goâve vào ngày 6 tháng 8 năm 1867 và được chôn cất tại Đồn Soulouque.